# Rebeca Mendoza
Rebeca Mendoza (Buenos Aires, ngày 24 tháng 10 năm 1967) là một nghệ sĩ vẽ trên nhựa người Argentina.

## Tiểu sử

### Giáo dục chính quy
Rebeca Mendoza được sinh ra tại Buenos Aires vào ngày 24 tháng 10 năm 1967. Cô là một nghệ sĩ đương đại. Năm sáu tuổi, cô bắt đầu vẽ tranh trên các tấm bìa cứng từ góc nhìn cá nhân và tự do mặc dù cô chưa bao giờ tham gia các lớp học vẽ. Năm 15 tuổi, cô vào học trường mỹ thuật Regina Paccis, và năm 1992, cô được cấp bằng giáo sư hội họa sau khi hoàn thành chương trình giáo dục chính thức tại trường mỹ thuật quốc gia Prilidiano Pueyrredón.
Năm 1984 Mendoza tham dự hội thảo của Aurelio Macchi, nơi cô khám phá ra những bí mật của vẽ, mô hình sống và điêu khắc. Ngoài ra, cô đã tìm hiểu về thế hệ nghệ thuật Argentina của thập niên 40. Sau đó, Mendoza đã học với Alberto Delmonte (1933-2005), người là đệ tử trực tiếp của Torres García, người đã thành lập Taller Sur ở Buenos Aires. Delmonte đã giới thiệu Mendoza với nền tảng của chủ nghĩa kiến tạo ở Río de la Plata, và mời cô chơi với các mối quan hệ và nhịp điệu của nghệ thuật trên nhựa.

### Từ Buenos Aires đến New York
Vào năm 1990, Mendoza đã thành lập một studio ở Buenos Aires và tổ chức buổi biểu diễn cá nhân đầu tiên của mình tại Museo Prilidiano Pueyrredón, Argentina, cùng năm. Năm 1992, cô tham gia một chương trình nhóm tại Trung tâm văn hóa Recoleta, và cũng là một phần của một triển lãm khác do Sociedad Argentina de Artistas Plásticos (Hiệp hội nghệ sĩ nghệ thuật nhựa người Argentina, SAAP) tổ chức. Năm 1993, cô đã tổ chức các buổi biểu diễn cá nhân tại Fundación Integración và năm 1994 tại Fundación Banco Ciudad de Buenos Aires.
Năm 1994 và trong sáu năm sau đó, cô định cư tại thành phố New York, nơi cô tổ chức triển lãm và dạy nghệ thuật tại Studio in a School, một tổ chức được thành lập bởi Agnes Gund, Philanthropist và Chủ tịch Emerita của Bảo tàng Nghệ thuật Hiện đại. Phòng trưng bày Juno bắt đầu hứng thú với công việc của cô và mời cô chuẩn bị một chương trình solo vào năm sau. Đó là một bước ngoặt trong sự nghiệp của cô và cô quyết định chuyển đến Clemente Soto Vélez, ở Lower East Side của Manhattan.
Năm 1995, Mendoza tổ chức buổi trình diễn solo đầu tiên của mình tại Gallery Juno, và hai năm sau, cô tổ chức một triển lãm khác trong cùng phòng trưng bày. Sau đó, cô tham gia nhóm lưu diễn Nghệ sĩ Mỹ Latinh, đi khắp nước Mỹ trong năm 1997. Cùng năm đó, cô tham gia Hội chợ nghệ thuật đương đại quốc tế tại Brussels, Bỉ. Năm 1998, cô đã tổ chức triển lãm với các nghệ sĩ khác trong một số phòng trưng bày ở Mỹ, bao gồm Phòng trưng bày Sarah Moody, Tuscaloosa, Alabama; Phòng trưng bày Louisiana, Ruston, Louisiana và Phòng trưng bày Slocumb, Johnson. Một năm sau, cô lại tổ chức một cuộc triển lãm ở Manhattan, nhưng lần này là với các nghệ sĩ khác trong Open Studio, CSV. Vào năm 2001, Mendoza trở lại Buenos Aires, nơi cô mở lại studio của mình.